# سينيفيليا
سينيفيليا (أيضًا سينيمافيليا أو فيلموفيليا)، وهو المصطلح المستخدم للإشارة إلى الاهتمام العاطفي بالأفلام ونظرية الفيلم والنقد السينمائي. يُعتبر المصطلح لفظًا منحوتًا عن كلمة سينما وفيليا، إحدى الكلمات اليونانية القديمة الأربعة للحب. يُطلق على الشخص المهتم عاطفيًا بالسينما اسم سينيفيل أو سينيمافيل أو فيلموفيل، أو بشكل غير رسمي، أحد عشاق الأفلام (أيضًا شخص مولع بالأفلام).
تُستخدم كلمة «سينيفيل» أحيانًا في اللغة الإنجليزية بالتبادل مع كلمة سينايست، على الرغم من إشارة مصطلح «سينايست» في اللغة الفرنسية الأصلية إلى عاشق السينما وهو أيضًا صانع أفلام.

## التعريف
في مراجعة لكتاب عن تاريخ السينما، كتب ماس جينيريس: «أن السينيفيليا هي حالة الانجذاب الجنسي للأفلام». يقدم جينيريس أيضًا اقتباسًا من الباحثة السينمائية أنيت ميكلسون التي تنص على أنه لا يوجد شيء مثل السينيفيليا، بل أشكال وفترات من السينيفيليا. كما وصفه أنطوان دي بايك وتييري فريمو، «يعتبر الجوهر النهائي للسينيفيليا ثقافة المهملين التي تفضل إيجاد تماسك فكري».
كتب المؤرخ السينمائي توماس السايسر:«يتردد صدى هذا المصطلح مع مواضيع الحنين والتفاني... أكثر من شغف حب السينما وأقل بقليل من موقف كامل تجاه الحياة».

## التاريخ

### السينيفيليا ما قبل الحرب
منذ بداية حقبة السينما الصامتة، كانت هناك نوادي سينما ومنشورات عديدة يستطيع فيها الأشخاص الذين يشعرون بشغف تجاه السينما، مناقشة اهتماماتهم ومشاهدة الأعمال النادرة والقديمة سوية. في بداية عصر السينما الناطقة، كان هناك المزيد والمزيد من الأشخاص المهتمين برؤية الأفلام القديمة، ما أدى إلى إنشاء منظمات مثل سينماتك الفرنسية، وهي أول منظمة بأرشيف رئيسي مخصص لحفظ الأفلام.

### السينيفيليا الفرنسية ما بعد الحرب
ربما كان المجتمع السينيفيلي الأكثر شهرة في القرن العشرين هو المجتمع الذي تطور في باريس في العقود التي تلت الحرب العالمية الثانية. أدى تدفق الأفلام الأجنبية المحجوبة خلال فترة الاحتلال، وكذلك برامج عرض نوادي السينما المحلية ومنظمة السينماتك الفرنسية، إلى إثارة الاهتمام بالسينما العالمية بين ثقافة الشباب الفكرية في المدينة. أدى تدفق الأفلام الأجنبية المحجوبة خلال فترة الاحتلال، وكذلك برامج عرض نوادي السينما المحلية ومنظمة السينماتك الفرنسية، إلى إثارة الاهتمام بالسينما العالمية بين ثقافة الشباب الفكرية في المدينة. كان وضع عشاق السينما بشكل عام في تلك الفترة نموذجًا للمجموعات المستقبلية ذات التفكير المماثل من خلال التحمس الشديد لكل من الأفلام القديمة والمعاصرة.
تضمنت نوادي السينما المؤثرة في تلك الفترة نادي أوبجكتيف 49، الذي كان من بين أعضائه روبرت بريسون وجان كوكتو، وذا سيني كلاب دو كارتيي لاتين (نادي السينما للحي اللاتيني). تطورت مجلة ريفو دو سينما (Revue du Cinéma)، التي ينشرها أعضاء الناديين، لاحقًا لتصبح مجلة الأفلام المؤثرة كايي دو سينما (Cahiers du cinéma). أصبح العديد من الأشخاص الحاضرين للعروض نقادًا للأفلام وصانعي أفلام لاحقًا، كما أسسوا حركة الأفلام المعروفة باسم الموجة الفرنسية الجديدة في السينما. كان أندريه بازين وفرانسوا تروفو وجاك دونيول فالكروز وكلود شابرول وجان لوك غودار وألكسندر أستروك وجاك ريفيت ولوك موليت وآخرين منتظمين، وحافظ العديد منهم، أبرزهم تروفو، على علاقاتهم مع المجتمع بعد تحقيقهم للشهرة.